# Colobothea bitincta
Colobothea bitincta es una especie de escarabajo longicornio del género Colobothea,  subfamilia Lamiinae. Fue descrita científicamente por Bates en 1872.
Se distribuye por Colombia, Costa Rica, Honduras, Nicaragua y Panamá. Mide 16-23 milímetros de longitud. El período de vuelo ocurre en los meses de febrero, abril, junio y septiembre.